# Rio Uruçuí-Vermelho
O rio Uruçuí-vermelho ou Uruçuizinho é um curso de água que banha o estado do Piauí, no Brasil. Nasce na serra da Gurgueia (Sul do Piauí) e desemboca no rio Parnaíba.